# ديفيد فينكل
ديفيد فينكل (بالإنجليزية: David Finkel)‏ هو صحفي أمريكي، ولد في 28 أكتوبر 1955.